# つくし野駅

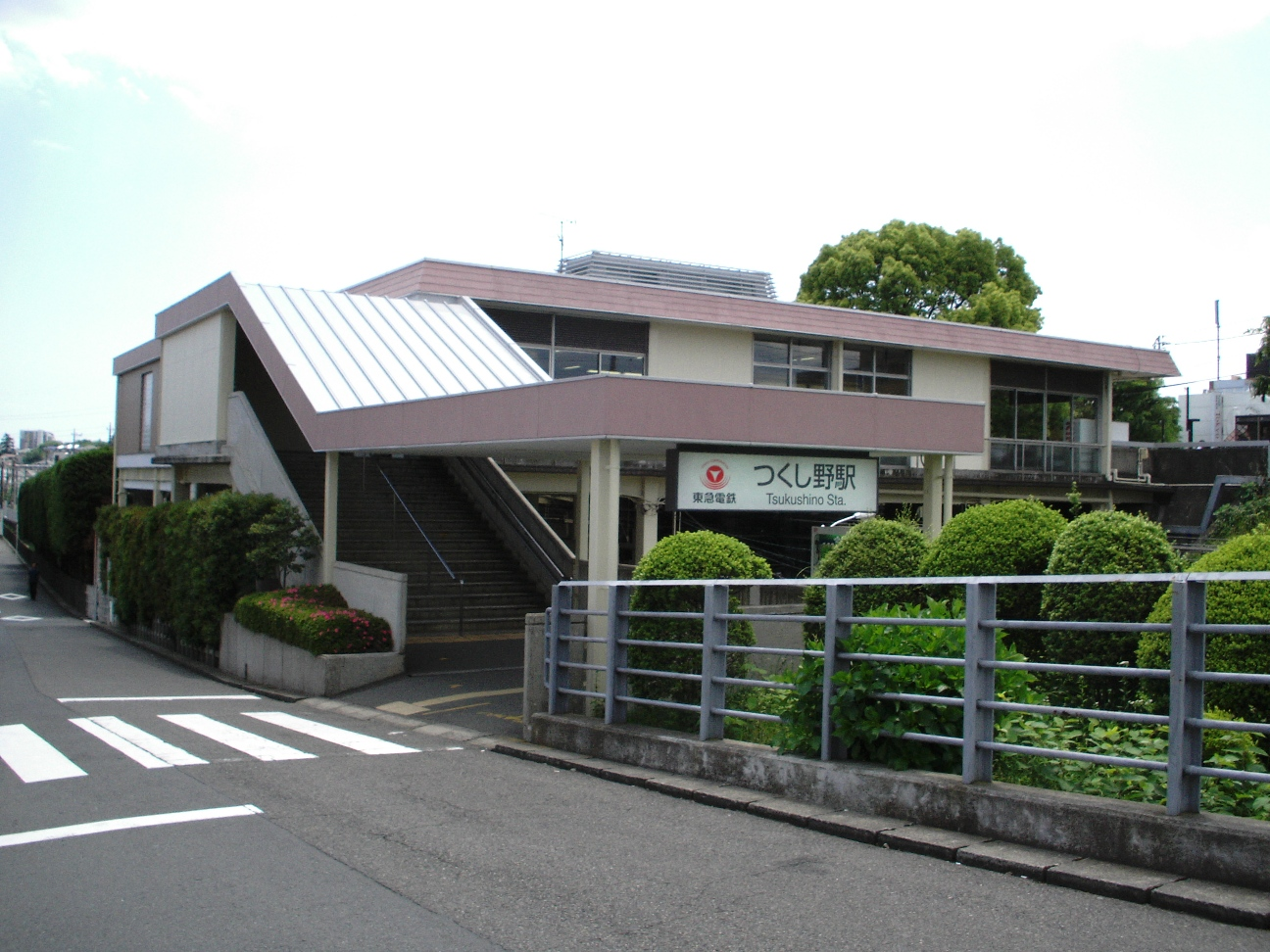
東口外観（2007年5月）

つくし野駅（つくしのえき）は、東京都町田市つくし野四丁目にある、東急電鉄田園都市線の駅である。駅番号はDT23。

## 歴史

### 年表
- 1968年（昭和43年）4月1日：田園都市線長津田駅 - 当駅間延伸時に終着駅として開設[2][1]。当初は単線で1面1線のみ[1]。
- 1972年（昭和47年）4月1日：田園都市線当駅 - すずかけ台駅間延伸、途中駅となる[2]。同時に列車行違いが出来るよう2面2線化[1]。
- 1976年（昭和51年）10月15日：田園都市線すずかけ台駅 - つきみ野駅延伸に伴い[2]、長津田駅 - つきみ野駅手前までが複線化[1]。
- 2001年（平成13年）7月23日：ホームにエレベーター新設[3]。
- 2018年（平成30年）4月28日：東口にエレベーター新設[4]。
- 2019年（令和元年）
  - 9月29日：可動式ホームドア使用開始。
  - 10月1日：ダイヤ改正に伴い、準急停車開始[5]。

### 駅名の由来
駅周辺を東急不動産が分譲するに際し町名を公募し、日本全国から集められた96,865通より選ばれた。審査員は岡本太郎、磯村英一、井上靖、石井好子、菊竹清訓、手塚治虫。1967年（昭和42年）3月、「つくし野」が採用・命名されたもの。仮称は「小川駅」であった。

## 駅構造
相対式ホーム2面2線を有する地上駅。

### のりば
| 番線 | 路線       | 方向 | 行先                                     |
| ---- | ---------- | ---- | ---------------------------------------- |
| 1    | 田園都市線 | 下り | 中央林間方面                             |
| 2    | 田園都市線 | 上り | 渋谷・押上〈スカイツリー前〉・春日部方面 |

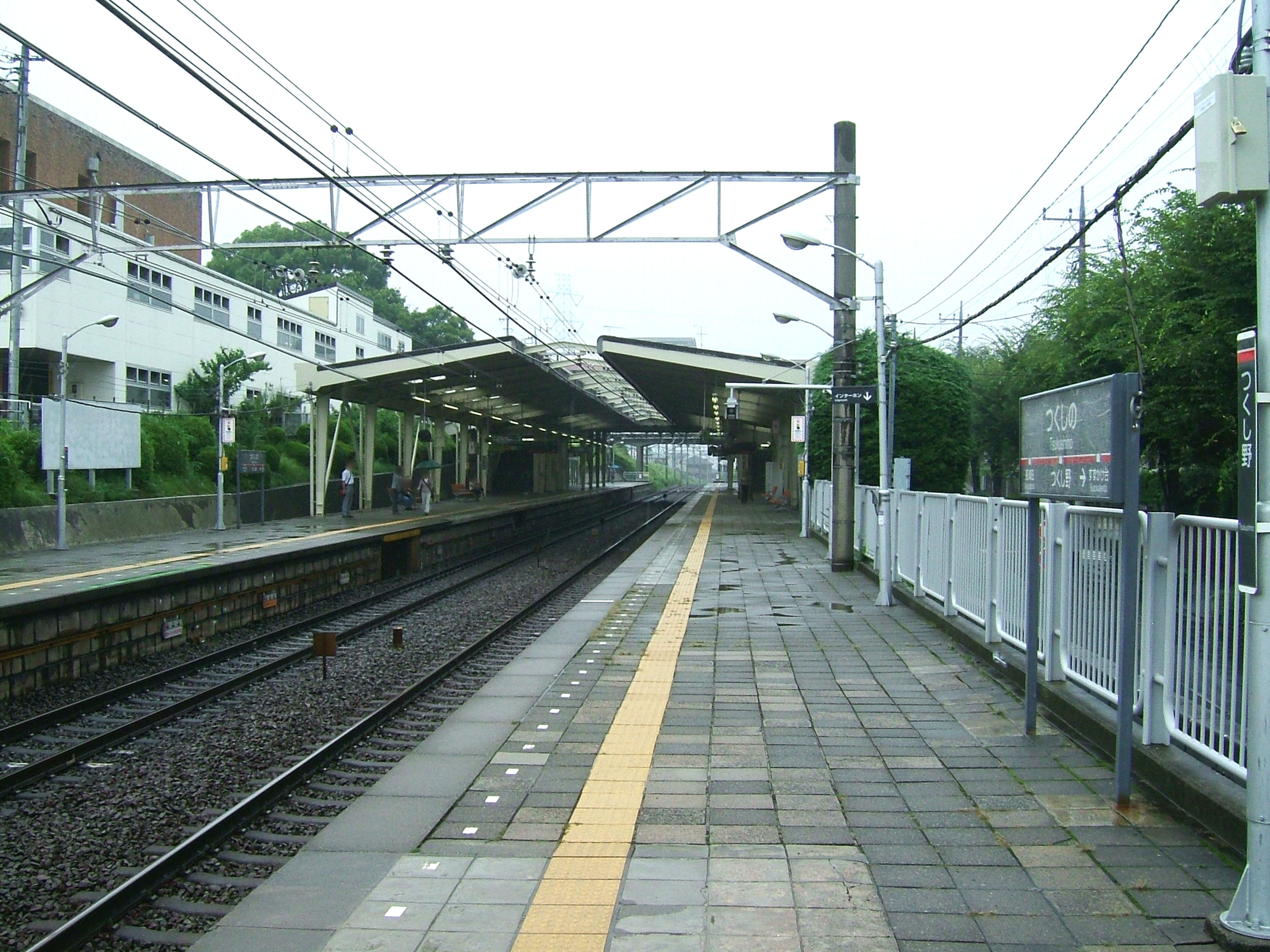
ホーム（2008年8月）

## 利用状況
2024年度の1日平均乗降人員は10,686人である。
近年の1日平均乗降人員と乗車人員は下記の通り。
| 年度               | 1日平均 乗降人員 | 1日平均 乗車人員 | 出典              |
| ------------------ | ---------------- | ---------------- | ----------------- |
| 1976年（昭和51年） |                  | 3,493            | [ 東京都統計 1 ]  |
| 1977年（昭和52年） |                  | 4,014            | [ 東京都統計 2 ]  |
| 1978年（昭和53年） |                  | 5,447            | [ 東京都統計 3 ]  |
| 1979年（昭和54年） |                  | 5,486            | [ 東京都統計 4 ]  |
| 1980年（昭和55年） |                  | 5,850            | [ 東京都統計 5 ]  |
| 1981年（昭和56年） |                  | 6,025            | [ 東京都統計 6 ]  |
| 1982年（昭和57年） |                  | 6,111            | [ 東京都統計 7 ]  |
| 1983年（昭和58年） |                  | 6,373            | [ 東京都統計 8 ]  |
| 1984年（昭和59年） |                  | 6,734            | [ 東京都統計 9 ]  |
| 1985年（昭和60年） |                  | 7,024            | [ 東京都統計 10 ] |
| 1986年（昭和61年） |                  | 7,230            | [ 東京都統計 11 ] |
| 1987年（昭和62年） |                  | 7,347            | [ 東京都統計 12 ] |
| 1988年（昭和63年） |                  | 7,578            | [ 東京都統計 13 ] |
| 1989年（平成元年） |                  | 7,778            | [ 東京都統計 14 ] |
| 1990年（平成02年） |                  | 7,901            | [ 東京都統計 15 ] |
| 1991年（平成03年） |                  | 7,945            | [ 東京都統計 16 ] |
| 1992年（平成04年） |                  | 7,945            | [ 東京都統計 17 ] |
| 1993年（平成05年） |                  | 7,956            | [ 東京都統計 18 ] |
| 1994年（平成06年） |                  | 7,890            | [ 東京都統計 19 ] |
| 1995年（平成07年） |                  | 7,746            | [ 東京都統計 20 ] |
| 1996年（平成08年） |                  | 7,521            | [ 東京都統計 21 ] |
| 1997年（平成09年） |                  | 7,304            | [ 東京都統計 22 ] |
| 1998年（平成10年） |                  | 7,049            | [ 東京都統計 23 ] |
| 1999年（平成11年） |                  | 6,918            | [ 東京都統計 24 ] |
| 2000年（平成12年） |                  | 6,781            | [ 東京都統計 25 ] |
| 2001年（平成13年） |                  | 6,636            | [ 東京都統計 26 ] |
| 2002年（平成14年） | 13,020           | 6,655            | [ 東京都統計 27 ] |
| 2003年（平成15年） | 13,237           | 6,730            | [ 東京都統計 28 ] |
| 2004年（平成16年） | 12,979           | 6,616            | [ 東京都統計 29 ] |
| 2005年（平成17年） | 12,983           | 6,570            | [ 東京都統計 30 ] |
| 2006年（平成18年） | 12,981           | 6,570            | [ 東京都統計 31 ] |
| 2007年（平成19年） | 12,958           | 6,577            | [ 東京都統計 32 ] |
| 2008年（平成20年） | 12,733           | 6,441            | [ 東京都統計 33 ] |
| 2009年（平成21年） | 12,426           | 6,258            | [ 東京都統計 34 ] |
| 2010年（平成22年） | 12,271           | 6,178            | [ 東京都統計 35 ] |
| 2011年（平成23年） | 12,065           | 6,068            | [ 東京都統計 36 ] |
| 2012年（平成24年） | 12,057           | 6,060            | [ 東京都統計 37 ] |
| 2013年（平成25年） | 12,384           | 6,219            | [ 東京都統計 38 ] |
| 2014年（平成26年） | 12,058           | 6,041            | [ 東京都統計 39 ] |
| 2015年（平成27年） | 12,136           | 6,085            | [ 東京都統計 40 ] |
| 2016年（平成28年） | 12,189           | 6,112            | [ 東京都統計 41 ] |
| 2017年（平成29年） | 11,954           | 5,992            | [ 東京都統計 42 ] |
| 2018年（平成30年） | 11,799           | 5,915            | [ 東京都統計 43 ] |
| 2019年（令和元年） | 11,544           |                  |                   |
| 2020年（令和02年） | 8,217            |                  |                   |
| 2021年（令和03年） | 9,413            |                  |                   |
| 2022年（令和04年） | 10,260           |                  |                   |
| 2023年（令和05年） | 10,579           |                  |                   |
| 2024年（令和06年） | 10,686           |                  |                   |

## 駅周辺
駅前には東急ストア・ウエルシアなどがあり、長津田検車区にも近い。
開業より東急が開発した住宅地である。
バブル直前の1985年（昭和60年）に放映されたテレビドラマ『金曜日の妻たちへIII 恋におちて』、1990年代に放映されたドラマ『ダブル・キッチン』のロケ地となった。また、2007年（平成19年）9月時点で放映されていた第一三共ヘルスケア「リゲイン」テレビCMに登場する「松野台駅」は、当駅でロケを行っている。
つくし野一 - 四丁目にかけてはそれぞれ土地利用や建築に関しての住民協約が存在する。これらの協約により大規模マンション建設が禁止されているために一戸建てが多い。なお、この住民協約は土地の分筆制限や家屋建築上の制限も含まれている。また周辺には工場・コンビニエンスストアもなく、商店は駅前にある「つくし野東急ストア」と、その先にある商店街「つくし野パークロード」にある商店群が中心である。また、つくし野パークロードを抜けると桜並木の住宅街が広がる。
上述の通り、マンション建設が制限されていることから、1980年代より駅前の町並みが全くと言って良い程変わっていないのもこのエリアの大きな特徴である。
- 町田市つくし野コミュニティセンター
- 町田警察署つくし野駅前交番
- 町田市立つくし野小学校
- 森村学園幼稚園・初等部・中等部・高等部
- 学校法人つくし野学園 つくし野天使幼稚園
- 町田つくし野郵便局
- 長津田検車区
- つくし野東急ストア
- ウエルシアつくし野駅前店（旧ハックドラッグ）
- フィールドアスレチック横浜つくし野コース：通称「つくし野アスレチック」。東京近辺では数少ないフィールドアスレチックである。
- 早稲田アカデミーつくし野校

## バス路線
最寄バス停留所は、駅前にあるつくし野駅となる。以下の路線バスが乗入れ、神奈川中央交通により運行されている。
| つくし野駅 |                          |                     |
| つ01       | 成瀬駅・ポプラヶ丘前     | 成瀬台 行           |
| つ03       | 成瀬駅・昭和薬科大学     | 東玉川学園四丁目 行 |
| 町83       | 町谷原・南中学校前・金森 | 町田バスセンター 行 |

## 隣の駅
東急電鉄
 田園都市線
■急行
通過
■準急・■各駅停車
長津田駅 (DT22) - つくし野駅 (DT23) - すずかけ台駅 (DT24)